# Pieter de Hooch

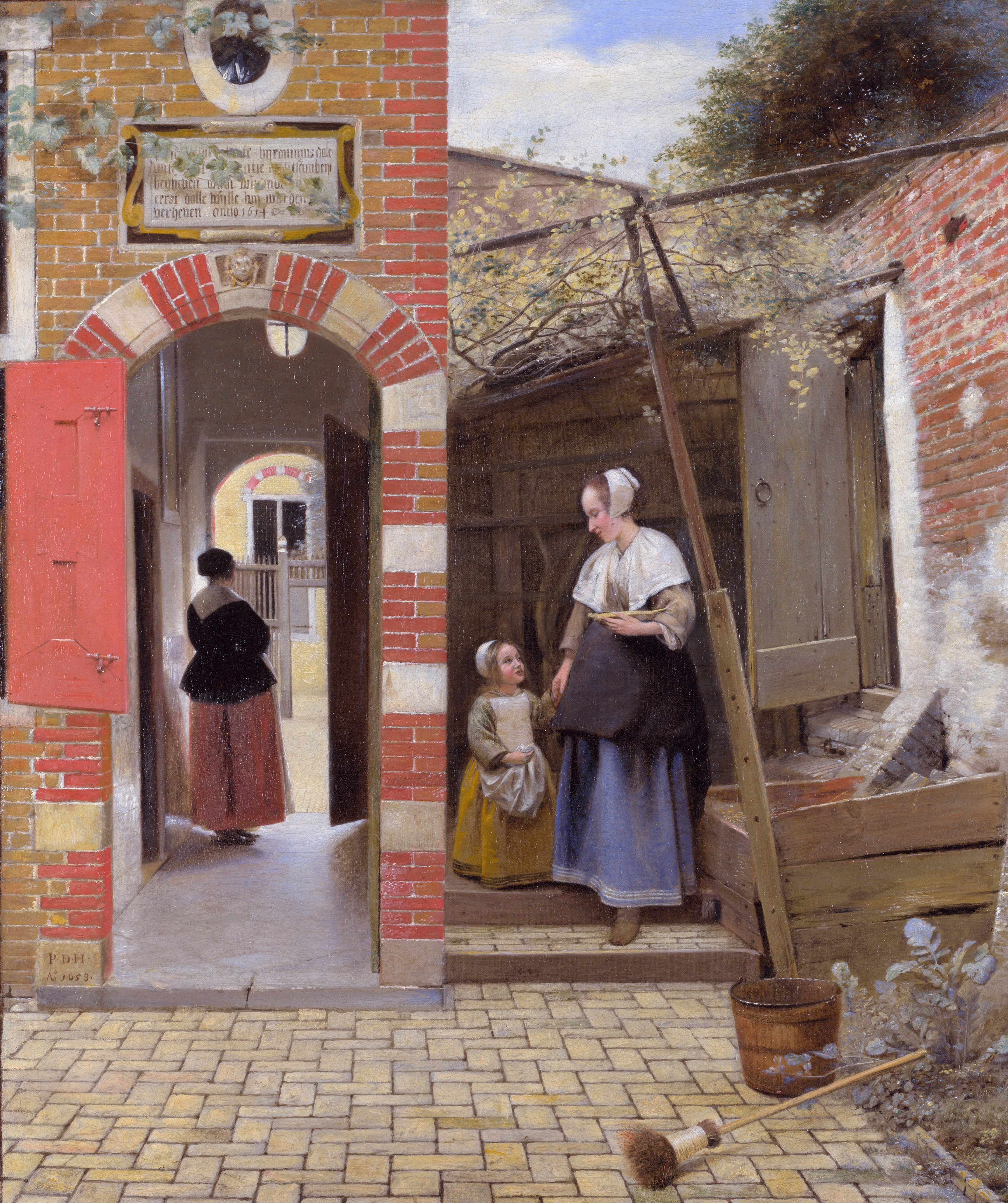
The Courtyard of a House in Delft, c. 1658, National Gallery, London.

Pieter de Hooch (ˈhoːx) (Roterdã, 20 de novembro de 1629 – Amsterdã, 24 de março de 1684) foi um pintor de género dos Países Baixos, durante o Século de Ouro dos Países Baixos. Foi contemporâneo de Johannes Vermeer, e as obras dos dois pintores partilhavam temas e estilo.

## Obra
- Pátio de uma casa em Delft (1658) - Galeria Nacional em Londres